# Sve-trans-retinil estar 13-cis izomerohidrolaza
Sve-trans-retinil estar 13-cis izomerohidrolaza (EC 3.1.1.90, All-trans-retinyl ester 13-cis isomerohydrolase) je enzim sa sistematskim imenom sve-trans-retinil estar acilhidrolaza, formira 13-cis retinol. Ovaj enzim katalizuje sledeću hemijsku reakciju
sve-trans-retinil estar + H2O {\displaystyle \rightleftharpoons } 13-cis-retinol + masna kiselina
Sve-trans-retinilni estri, koji su oblik u kome se skladišti vitamin A, se formiraju posredstvom enzima EC 2.3.1.135, fosfatidilholin—retinol O-aciltransferaze (LRAT). Oni se mogu hidrolizovati do 11-cis-retinola posredstvom enzim EC 3.1.1.64, retinoid izomerohidrolaze (RPE65), ili do 13-cis-retinola destvom ovog enzima.

## Literatura
- Nicholas C. Price; Lewis Stevens (1999). Fundamentals of Enzymology: The Cell and Molecular Biology of Catalytic Proteins (Third изд.). USA: Oxford University Press. ISBN 019850229X.
- Eric J. Toone (2006). Advances in Enzymology and Related Areas of Molecular Biology, Protein Evolution (Volume 75 изд.). Wiley-Interscience. ISBN 0471205036.
- Branden C; Tooze J. Introduction to Protein Structure. New York, NY: Garland Publishing. ISBN 0-8153-2305-0.
- Irwin H. Segel. Enzyme Kinetics: Behavior and Analysis of Rapid Equilibrium and Steady-State Enzyme Systems (Book 44 изд.). Wiley Classics Library. ISBN 0471303097.

## Spoljašnje veze
- All-trans-retinyl+ester+13-cis+isomerohydrolase на 